# フーバー (アラバマ州)

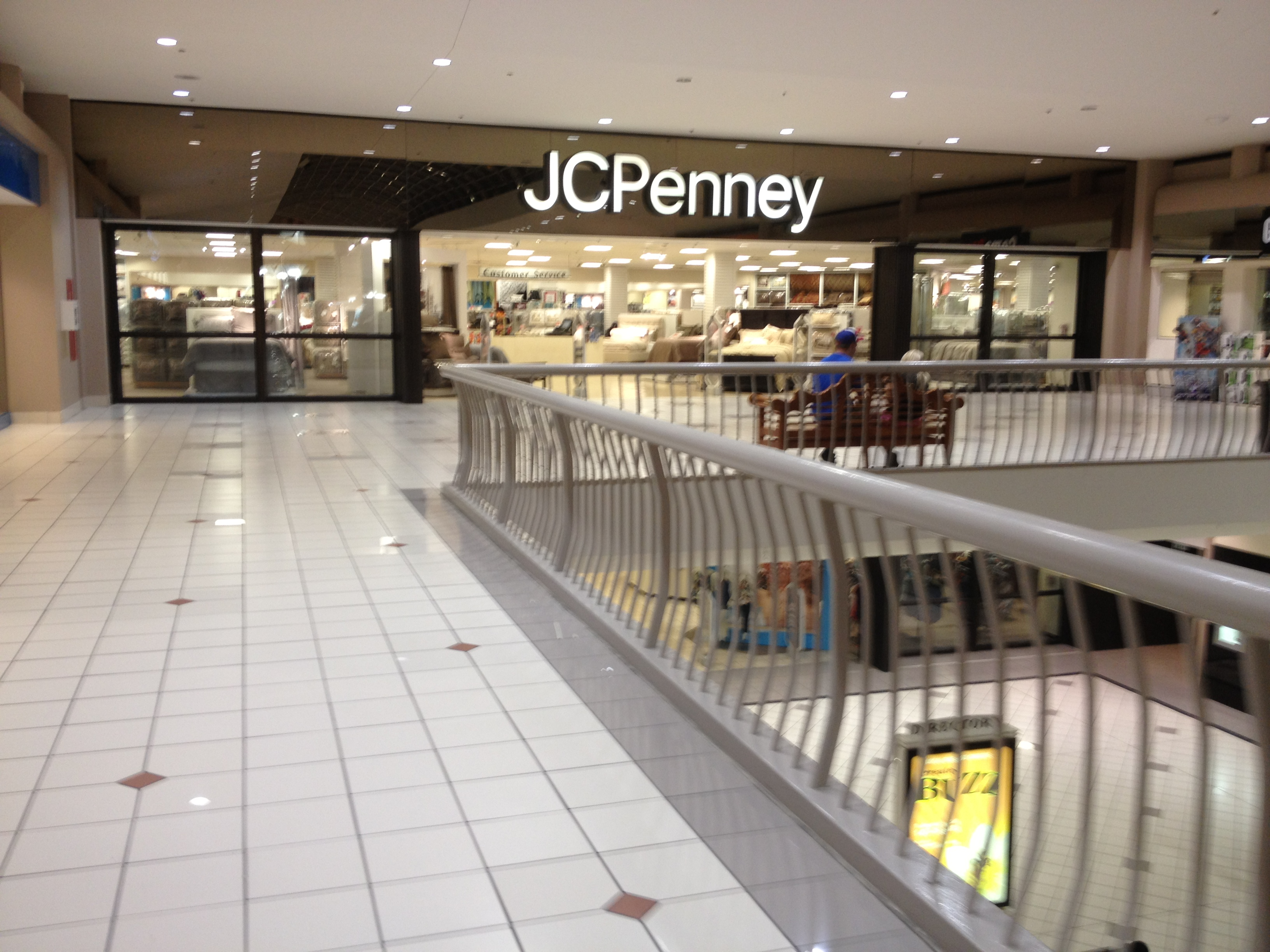
リバーチェイス・ガラリア

フーバー（Hoover）は、アメリカ合衆国アラバマ州のジェファーソン郡にある都市。バーミングハムの南15kmに位置する。人口は9万2606人（2020年）で、ハンツビル、バーミングハム、モントゴメリー、モービル、タスカルーサに続く州第6の都市である。

## 歴史
フーバーは1867年に人口460人の町として正式に法人化され、その歴史をスタートさせた。町名は1921年にバーミングハムに保険会社を設立し、1940年代にこの一帯の土地を買収して居を移し、町の基となったフーバー・コミュニティと呼ばれる集落を造ったウィリアム・H・フーバーにちなんでつけられた。1970年代以降、バーミングハム中心部から郊外へと流出した人口を吸収して、フーバーは郊外都市として急速な発展を遂げ、その人口増加の勢いは2020年代に入ってもなお続いている。

## 地理

ジェファーソン郡内の位置

市域はアパラチア山脈の西に連なる丘陵の南麓に、北東-南西に細長く広がっており、その面積は111.7km2で、大部分はジェファーソン郡内にあり、一部がジェファーソン郡の南に隣接するシェルビー郡にかかっている。
フーバーではアラバマ州を南北に貫き、州の4大都市圏を結ぶ州間高速道路65号線と、州間高速道路59号線の支線で、バーミングハムの南郊外をバイパスする州間高速道路459号線と交わる。フーバーは郊外都市であるため、明確なダウンタウンを持っておらず、市のメインストリートであるモントゴメリー・ハイウェイ（国道31号線）沿いを除いて、市域の大部分には密度の低い住宅地が広がっている。I-459と国道31号線とが交わるインターチェンジの南西角には、アラバマ州有数のショッピングモールで、ホテルとオフィスビルを併設する複合施設、リバーチェイス・ガラリアが立地している。

## 公園

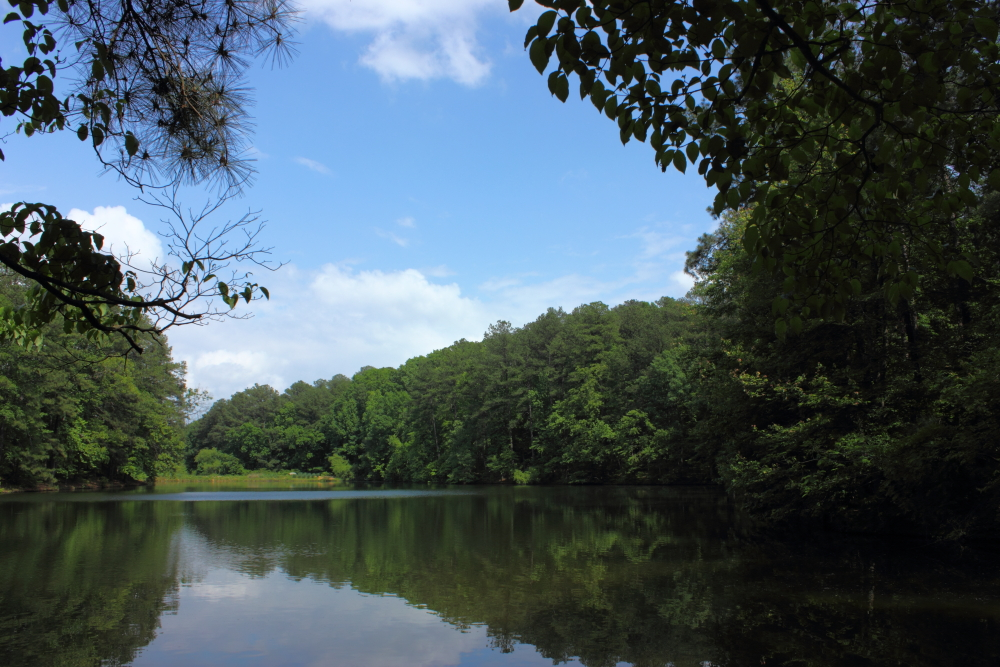
オールドリッジ植物園

I-65とI-459のジャンクションの南西には、州の野草であるカシワバアジサイの栽培で特に知られるオールドリッジ植物園が立地している。121,400m2の広さをもつ同園は、もともとはアラバマ州における野生のカシワバアジサイを発見し、栽培してSnowflake Hydrangeaとして特許を取った地元の植木屋、エディー・オールドリッジの邸宅であったが、1997年にオールドリッジ夫妻によって市に寄贈され、植物園として一般に公開されているものである。

## 人口
以下にフーバー市における1970年から2010年までの人口推移をグラフおよび表で示す。
| 統計年 | 人口     |
| ------ | -------- |
| 1970年 | 688人    |
| 1980年 | 19,792人 |
| 1990年 | 39,788人 |
| 2000年 | 62,742人 |
| 2010年 | 81,619人 |

## 註
1. ↑  “Quickfacts.census.gov”. 2023年12月4日閲覧。
2. ↑  Honea, Vadie. History of Hoover. City of Hoover.
3. ↑  State Wildflower of Alabama: Oak-leaf Hydrangea. Montogomery: Department of Archives and History, State of Alabama. 2010年1月21日.
4. ↑  About Us. Aldridge Gardens.